# Radnice v Krásnu
Radnice v Krásnu v okrese Sokolov v Karlovarském kraji je klasicistní stavba se stopami gotických a renesančních pozůstatků staršího objektu. Budova radnice, která je dokladem někdejšího rozvoje horního města Krásna, je zapsaná jako kulturní památka v Ústředním seznamu nemovitých kulturních památek České republiky.

## Historie
První písemnou zmínku o Krásnu lze nalézt ve spise anglického kronikáře Bartholomea Angelica z roku 1241, který se ve své kronice zmínil o vysoké kvalitě rýžovišť cínu v Krásně a Krupce. Krásno (v latinských a německých pramenech uváděné jako Ssenffeld, Sonefeld, Schonfeld, Schönenfeld, Ssynfeld apod.), které vzniklo na místě starší hornické osady Drei Linden (v překladu z němčiny Tři Lípy), bylo v roce 1355 povýšeno na městečko s horními právy. O necelé dvě století později, v roce 1547, král Ferdinand I. povýšil  majestátem  z 1. září 1547 stávající horní město Krásno na královské horní město a udělil mu městský znak.
V roce 1601 byla v centru města na místě staršího gotického objektu postavena nová renesanční radnice. Součástí této budovy bylo ještě pozdně středověké jádro, pocházející ze starší stavby.
Renesanční radnice se spolu s mnoha dalšími historickými domy ve městě stala obětí požáru, který zničil větší část města v roce 1848. Pozůstatky vyhořelé radnice byly z větší části odstraněny a v roce 1852 Krásenští na jejím místě nechali postavit novou radnici v klasicistním stylu. O dva roky později, v roce 1854, byly na radniční věž instalovány hodiny. V druhé polovině 20. století nastal velký úpadek města. Krásno přišlo dokonce o městský status, který mu byl navrácen až 12. dubna 2007.
Radnice plní svou funkci nepřetržitě od roku 1852 až do 21. století. Je sídlem městského úřadu a kromě toho je v její  budově umístěna také městská knihovna a poštovní úřad.

## Popis

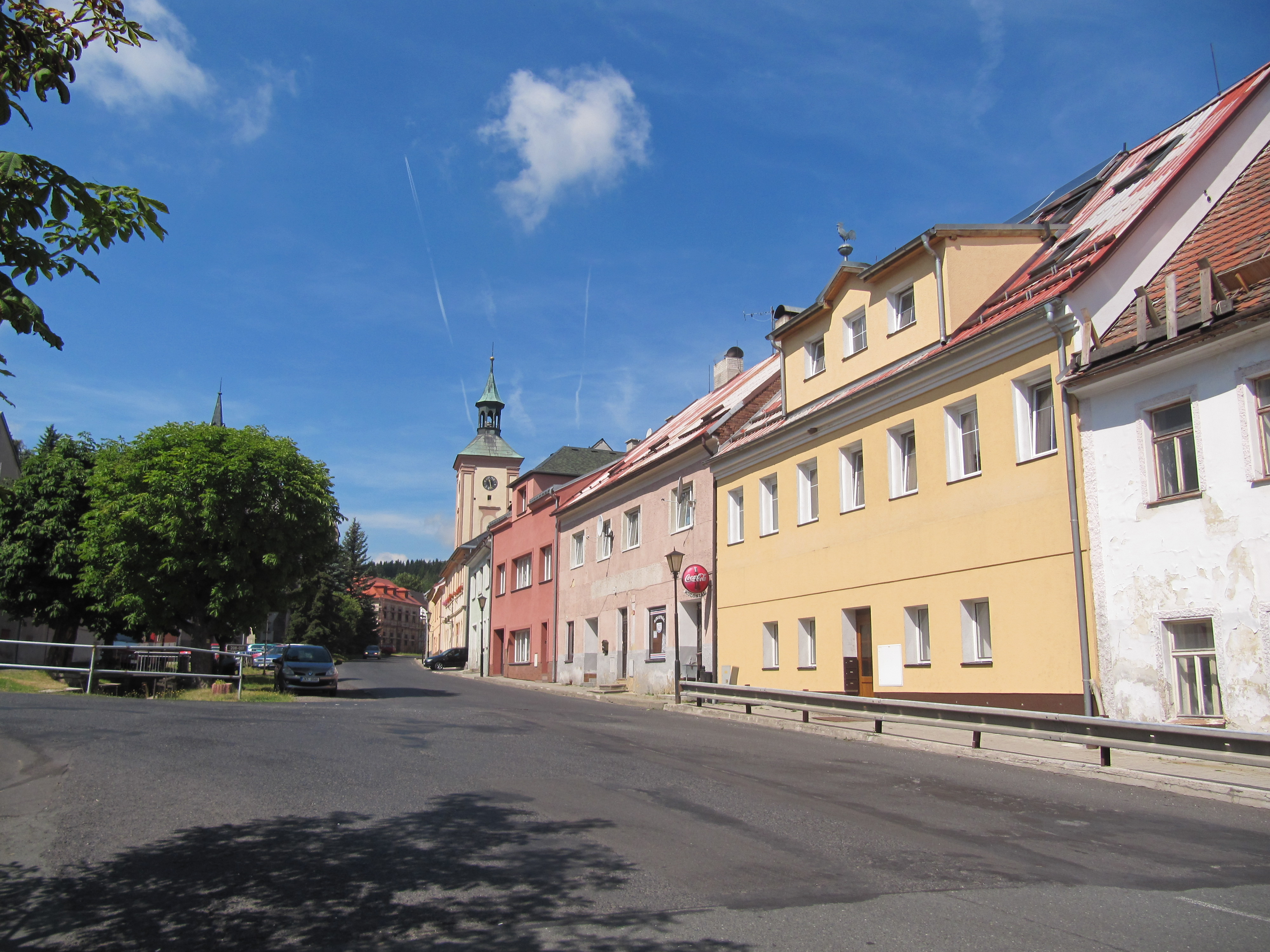
Pohled od náměstí směrem ke kostelu a k radnici

Renesanční radnice z doby před požárem v roce 1848 byla jednopatrová budova z pěti okenními osami. Součástí stavby byl také pozdně gotický portál u vstupu. Radnice měla hrázděné patro a hrázděný štít a byla zakončena věžičkou s lucernou.
Klasicistní zděná budova z roku 1852 je rovněž jednopatrová stavba s valbovou střechou, v průčelí má však sedm okenních os se zvýrazněnou střední částí, nad kterou se zvedá třípatrová hranolovitá věž s hodinami a se zvonicí. Průčelí budovy je členěno pásovou a parapetní římsou a obdélnými okny. Uprostřed v přízemí je vstup do budovy, orámovaný pozdně gotickým portálem s přetínanými profily ostění, který se dochoval z původní stavby z doby před požárem.
V interiéru přízemí za vstupními dveřmi  je chodba ve tvaru „L“, která má plackové klenby a klenební pásy. Místnosti v budově radnice mají ploché stropy. Pod  radnicí se nachází podélný valeně klenutý sklep, který je rovněž pozůstatkem někdejší budovy z roku 1601. Stavba se nachází v Radniční ulici na levém břehu potoka Stoky, který je pokračováním Dlouhé stoky a z Krásna směřuje na sever k Lokti, kde se vlévá do Ohře.